# Лучки (Кобеляцька міська громада)
Лучки́ — село в Україні, у Кобеляцькій міській громаді Полтавського району Полтавської області. Населення становить 572 осіб. Колишній центр Лучківської сільської ради.

## Географія
Село Лучки знаходиться на правому березі річки Ворскла, вище за течією на відстані 3 км розташоване село Правобережна Сокілка, нижче за течією на відстані 9 км розташоване село Кишеньки. До села примикає невеликий лісовий масив. 40 км до залізничної станції Кобеляки.

## Історія
Назва села, можливо, пов'язана з родом полковника Василя Лучковича, який очолював найбільший полк запорожців під час Хотинської війни 1621.
1675 вже існує (згаданий ворсклянський млин «на Лучках»). За іншими даними засноване у 18 ст.
Населення займалось хліборобством, було розвинуте вівчарство.
1696 спалене татарами.
1709 сільце увійшло до Переволочанського комплексу гетьманських маєтностей (Переволочанський дворець + Лучки і Ханделіївка).
На 1734 мала 32 двори і гетьманський шинок. Згодом у складі Кишенської сотні Полтавського полку.

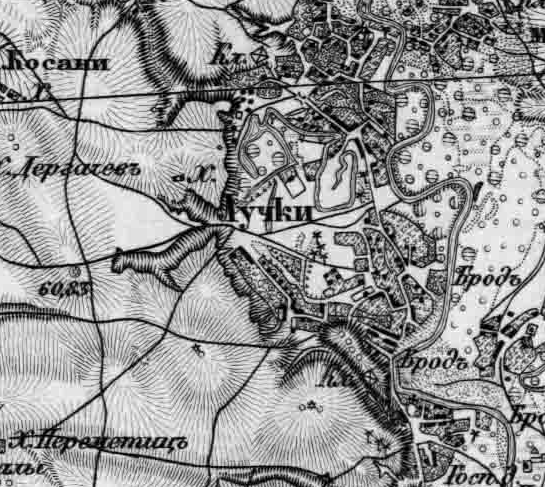
Лучки на карті Російської Імперії

За переписом 1859 в Лучках було 127 дворів та 1349 жителів, Хрествовоздвиженська церква, відбувався один ярмарок на рік.
У 1900 році село входило до складу Сокільської волості Кобеляцького повіту.
У 1910 при церкві діяла церковнопарафіяльна школа.
У 1918 у Сокілці був створений ревком (перший голова С. М. Кравчина). У період громадянської війни діяв партизанський загін під командуванням І. К. Ведмеденка (восени 1919 об'єднався з загонами Кобеляцького повіту і продовжив боротьбу).
З 1926 р. Лучки входили до складу Сокільської сільради Кишенківського району Полтавської області. На цей момент в селі налічувалось 1721 житель.
1927 році організовано ТСОЗ "Згода", на базі якого пізніше була створена артіль ім. В.І. Леніна. У період німецько-фашиської окупації (25.ІХ.1941 - 23.ІХ.1943) гітлерівці розстріляли 4 жителів села, вивезли на примусові роботи до Німеччини 25 чоловік.
У 1964 році в зв'язку з побудовою Дніпродзержинської ГЕС, села Лучки, Сокілка та інш. були переселені на інше місце і названі с. Лучки.
12 червня 2020 року, відповідно до розпорядження Кабінету Міністрів України № 721-р «Про визначення адміністративних центрів та затвердження територій територіальних громад Полтавської області», село увійшло до складу Кобеляцької міської громади.
19 липня 2020 року, в результаті адміністративно - територіальної реформи та ліквідації Кобеляцького району, село увійшло до складу новоутвореного Полтавського району Полтавської області.

## Економіка
Фермерські господарства «Луч», «Купайло», «Самоцвіт», «Лунки», «Еверест», «Громада», «Сокіл».

## Видатні люди
- І. Г. Лось — український художник
- С. М. Журахович - український письменник
- І. І. Ведмеденко - герой Радянського Союзу

## Пам'ятки
Неподалік від села розташований «Лучківський ландшафтний заказник», який є частиною Регіонального ландшафтного парку «Нижньоворсклянський».
Братська могила радянських воїнів, що загинули 1943 року при визволенні села від гітлерівців. 1958 р. відкрито пам'ятник воїнам-односельцям, які полягли на фронтах Другої Світової війни.